# ویلیام پی. فسندن
ویلیام پی. فسندن (به انگلیسی: William P. Fessenden)، وزیر خزانه‌داری ایالات متحده آمریکا و سناتور سابق عضو حزب جمهوری‌خواه ایالات متحده آمریکا بود. وی در سال ۱۸۵۴ تا ۱۸۵۶ و ۱۸۵۶ تا ۱۸۶۴ و ۱۸۶۵ تا ۱۸۶۹ میلادی سناتور ایالت مین در سنای ایالات متحده آمریکا بود.